# Sanssac-l'Église

Sanssac-l'Église este o comună în departamentul Haute-Loire, Franța. În 2009 avea o populație de 1,024 de locuitori.